# サイトカイニンデヒドロゲナーゼ
サイトカイニンデヒドロゲナーゼ (cytokinin dehydrogenase、OsCKX2、CKX) は、ゼアチン生合成酵素の一つで、次の化学反応を触媒する酸化還元酵素である。
N 6-ジメチルアリルアデニン + 受容体 + H2O {\displaystyle \rightleftharpoons } アデニン + 3-メチル-2-ブテナール + 還元型受容体
反応式の通り、この酵素の基質はN6-ジメチルアリルアデニンと受容体とH2O、生成物はアデニンと3-メチル-2-ブテナールと還元型受容体である。
組織名はN 6-dimethylallyladenine:acceptor oxidoreductaseで、別名にN 6-dimethylallyladenine:(acceptor) oxidoreductase、6-N-dimethylallyladenine:acceptor oxidoreductase、cytokinin oxidase/dehydrogenaseがある。